# 逆马赛克变换
逆马赛克变换是一种用于重建图像色彩信息的数字图像处理算法。通常，光线通过数码相机的彩色滤镜阵列（CFA）照射到影像传感器，影像传感器捕捉到来自不同色彩通道的信号。逆马赛克变换将传感器捕捉到的的原始分色图像信息转换成为彩色的图像。当今许多数码相机亦可以直接保存RAW格式的图像，这种格式的图像没有经过逆马赛克变换。在这种情况下，而逆马赛克变换在图像的后期处理中由图像编辑软件完成。